# Keinosuke Enoeda
Keinosuke Enoeda 榎枝 慶之輔 (Kyūshū, 4 luglio 1935 – Tokyo, 29 marzo 2003) è stato un karateka e maestro di karate giapponese.
9° dan, è considerato tra i più qualificati  esponenti dello Stile Shotokan. Per la spiccata attitudine al combattimento e per la rapidità e potenza che esprimeva nell'esecuzione delle tecniche, era definito Tora - The Tiger of Shotokan Karate.
Keinosuke Enoeda  iniziò a praticare Judo all'età di sette anni e partecipò regolarmente alle competizioni fino agli anni dell'università. A diciassette anni aveva già ottenuto il 2° Dan di Judo, ma passò poi al karate presso l'Università Takushoku, dove all'epoca insegnavano i maestri Nakayama e Nishiyama. Dopo due anni, ottenne il 1° dan di karate.
Nel 1957, lasciò l'Università Takushoku e insegnò come istruttore per la Japan Karate Association (JKA) sotto la guida del maestro Nakayama. Nel 1963 vinse i campionati giapponesi di Kumite battendo Hiroshi Shirai, da cui era stato superato l'anno precedente. Nell'ambito della politica di espansione della JKA, Enoeda insegnò in Indonesia, Sudafrica, Stati Uniti e Inghilterra tra il 1963 e il 1967. Nel 1971 sostituì Hirokazu Kanazawa come istruttore capo per l'Europa a Londra. Rimase istruttore capo della JKA Europa fino alla morte, avvenuta nel 2003.